# L'An 01
Pour les articles homonymes, voir L'An un.
Pour plus de détails, voir Fiche technique et Distribution.
L'An 01 est un film français sorti en 1973, réalisé par Jacques Doillon. Il est adapté de la bande dessinée L'An 01 de Gébé, dont le scénario avait été enrichi par les propositions via le courrier des lecteurs, lors de ses publications dans Politique Hebdo, puis Charlie Hebdo.
Emblématique de la contestation libertaire des années 1970, L'An 01 aborde des thèmes aussi variés que l'écologie, la négation de l'autorité, l'amour libre, la vie en communauté, le rejet de la propriété privée et du travail.

## Synopsis
Le film narre un abandon utopique, consensuel et festif de l'économie de marché et du productivisme. La population décide d'un certain nombre de résolutions dont la première est « On arrête tout » et la deuxième « Après un temps d'arrêt total, ne seront ranimés — avec réticence — que les services et les productions dont le manque se révélera intolérable. Probablement : l'eau pour boire, l'électricité pour lire le soir, la TSF pour dire “Ce n'est pas la fin du monde, c'est l'an 01, et maintenant une page de Mécanique céleste” ».
L'entrée en vigueur de ces résolutions correspond au premier jour d'une ère nouvelle, l'An 01.

## Fiche technique
- Titre : L'An 01
- Réalisateurs : Jacques Doillon, avec Alain Resnais[2] et Jean Rouch[3]
- Scénariste : Gébé
- Photographie : Renan Pollès
- Monteur : Noëlle Boisson et Jacques Doillon
- Musique : François Béranger et Jean-Marie Dusuzeau, paroles de Gébé
- Société de production : UZ Production
- Producteur délégué : Jean-Jacques Schakmundès
- Directeur de production : Michael Hauseman
- Société de distribution : LCJ Éditions et Productions, Pari Films, Cinémas Associés
- Pays d'origine :  France
- Début du tournage le 11 septembre 1971
- Format :  noir et blanc - 35 mm - Son mono
- Durée : 87 minutes
- Date de sortie : 
  - France - 22 février 1973

## Distribution
- Daniel Auteuil : l'ex-banquier qui ne sait rien faire d'autre
- Josiane Balasko
- François Béranger : le chanteur guitariste des « clés »
- Alain Bert
- Isabelle de Botton
- Madeleine Bouchez
- Romain Bouteille : le collectionneur de vieux billets de banque
- Cabu : un membre des conspirateurs
- Jacques Canselier
- Antoine Carillon
- François Cavanna: un membre des conspirateurs
- Professeur Choron : un membre des conspirateurs
- Christian Clavier
- Coluche : le chef de bureau
- Véronique Colucci : la dactylo assise
- Maurice Coussonneau
- Christine Dejoux
- Albert Delpy
- Gérard Depardieu : le voyageur qui ne veut plus prendre le train
- Delfeil de Ton : un membre des conspirateurs
- Jean-Paul Farré : le pompiste
- Lee Falk : le banquier
- Marcel Gassouk
- Gébé
- Gotlib : le gardien de prison
- Henri Guybet : le gars au réveille-matin
- Jacques Higelin : le joueur de banjo
- Gérard Jugnot : un goûteur, qui suggère qu'il est possible de manger du papier
- Daniel Laloux
- Patrice Leconte
- Stan Lee : le narrateur (scènes à New York)
- Thierry Lhermitte : le goûteur d'alcool

## Genèse du film
L'An 01 n'a ni premier rôle ni personnage. Le personnage est le peuple. On y voit Coluche, l'équipe du Splendid, les collaborateurs de Hara-Kiri (à contre-emploi en réactionnaires nostalgiques de l'ordre ancien et du port de la cravate), Gotlib (en gardien de prison !), Jacques Higelin, etc.
Dans l'article de Jacques Siclier dans Le Monde, en 1973, les auteurs du film déclarent :

« "C'est de la subversion douce, c'est pas choquant ; les flics ne sont même pas ridicules. On est sérieux comme des papes", dit Gébé.
"Non, comme des clowns", reprend Doillon. »

## Diffusion et audience
L'An 01 a été choisi pour être diffusé en ouverture du festival Poing à la Ligne le 12 mai 2003, et a fait l'objet d'un Thema sur la chaîne culturelle franco-allemande Arte.
Il est difficile de séparer dans la population les idées et attitudes qui ont été « conséquences » de L'An 01 de celles qui lui « préexistaient » et lui ont donné naissance. Parmi les conséquences certaines, on peut citer l'intervention de Gébé en tant que personnage dans Les Aventures de Paulette, de Pichard et Wolinski, et le concept auquel ses idées donnent naissance : Ras-le-bol-ville, dont le style menace tant la civilisation existante que celle-ci devra la détruire par l'arme nucléaire !
Parmi les conséquences possibles, il faut mentionner des attitudes qui commencèrent à devenir de plus en plus courantes à partir des années 1970 : congés sans solde, années sabbatiques, passages à temps partiel « pour avoir le temps de se cultiver un peu », et sans doute aussi l'enthousiasme de plusieurs papy-boomers à accepter (voire à demander) une préretraite à 55 ans leur permettant juste de vivre au SMIC.[Interprétation personnelle ?]
Le film est publié en DVD par MK2 dans le cadre du coffret de 10 films de 10 nationalités, sorti en 2008 par Télérama pour les 40 ans de Mai 68. L'An 01 y représente le film français. Le film est distribué avec la 5e réédition de la BD réalisée par L'Association en novembre 2014.

## Accueil critique
Dans Le Monde, en 1973, Jacques Siclier parle d'« un film exemplaire parce qu'il traduit la force d'une idée, parce qu'il prouve qu'on peut faire autrement. Vivre autrement et, d'abord, faire un film autrement. »
Même un journal comme Le Figaro, peu suspect de sympathie pour les idées soixante-huitardes, donna un petit coup de chapeau au film au moment de sa sortie, non sans l'égratigner toutefois : dans le film, le serrurier collecte dans sa charrette les clés que chacun lui jette par la fenêtre pour approuver l'abandon de la propriété privée. Parallèlement, il lit Stendhal et s'en entretient avec un ami en exprimant son avis : « Ce n'est pas mal, mais il y a tout de même du déchet. » Le critique commente alors laconiquement : « On croyait qu'il avait trop de clés. On découvre soudain qu'il en manque. »[réf. nécessaire]